# Tour de Catalogne 1958
Le Tour de Catalogne 1958 est la 38e édition du Tour de Catalogne, une course cycliste par étapes en Espagne. L’épreuve se déroule sur 9 étapes, dont deux demi-étapes, entre le 7 et le 14 septembre 1958, sur un total de 1 389,4 km. Le vainqueur final est le Belge Richard van Genechten, devant les Espagnols Gabriel Mas et Aniceto Utset.

## Étapes
| Étape | Date         | Parcours                        | km    | Vainqueur d’étape           | Leader du classement général |
| ----- | ------------ | ------------------------------- | ----- | --------------------------- | ---------------------------- |
| 1re   | 7 septembre  | Montjuïc - Montjuïc (Barcelone) | 46,4  | Juan Bibiloni (ESP)         | Juan Bibiloni (ESP)          |
| 2e    | 7 septembre  | Barcelone - Reus                | 119,0 | Fernando Manzaneque (ESP)   | Fernando Manzaneque (ESP)    |
| 3e    | 8 septembre  | Reus - Tortosa                  | 154,0 | Antonio Bertrán (ESP)       | Antonio Bertrán (ESP)        |
| 4e    | 9 septembre  | Tortosa - Lleida                | 186,0 | Julio San Emeterio (ESP)    | Juan Manuel Montilla (ESP)   |
| 5e    | 10 septembre | Lleida - Puigcerdà              | 166,0 | Vicente Iturat (ESP)        | Joaquim Barceló (ESP)        |
| 6e    | 11 septembre | Puigcerdà - Girona              | 158,0 | José Segú (ESP)             | Joaquim Barceló (ESP)        |
| 7e    | 12 septembre | Girona - Granollers             | 180,0 | Miguel Poblet (ESP)         | Joaquim Barceló (ESP)        |
| 8e    | 13 septembre | Granollers - Berga              | 202,0 | Richard van Genechten (BEL) | Aniceto Utset (ESP)          |
| 9e    | 14 septembre | Berga - Montjuïc (Barcelone)    | 178,0 | Richard van Genechten (BEL) | Richard van Genechten (BEL)  |

### Étape 1. Barcelone - Barcelone. 46,4 km
|   | Cycliste       | Équipe   | Temps           |
| - | -------------- | -------- | --------------- |
| 1 | Juan Bibiloni  | Lube-NSU | 1 h 08 min 10 s |
| 2 | Jesús Galdeano | GD Faema | m.t.            |
| 3 | René Marigil   | Lube-NSU | m.t.            |

|   | Cycliste       | Équipe   | Temps           |
| - | -------------- | -------- | --------------- |
| 1 | Juan Bibiloni  | Lube-NSU | 1 h 08 min 10 s |
| 2 | Jesús Galdeano | GD Faema | m.t.            |
| 3 | René Marigil   | Lube-NSU | m.t.            |

### Étape 2. Barcelone - Reus. 119,0 km
|   | Cycliste            | Équipe            | Temps           |
| - | ------------------- | ----------------- | --------------- |
| 1 | Fernando Manzaneque | GD Faema          | 2 h 57 min 34 s |
| 2 | Emilio Hernán       | Licor 43          | m.t.            |
| 3 | José Ametller       | Peña Solera-Ignis | + 24 s          |

|   | Cycliste            | Équipe            | Temps           |
| - | ------------------- | ----------------- | --------------- |
| 1 | Fernando Manzaneque | GD Faema          | 4 h 05 min 50 s |
| 2 | Emilio Hernán       | Licor 43          | m.t.            |
| 3 | José Ametller       | Peña Solera-Ignis | + 24 s          |

### Étape 3. Reus - Tortosa. 154,0 km
|   | Cycliste        | Équipe            | Temps           |
| - | --------------- | ----------------- | --------------- |
| 1 | Antonio Bertrán | GD Faema          | 3 h 52 min 53 s |
| 2 | Gabriel Mas     | Licor 43          | m.t.            |
| 3 | Aniceto Utset   | Peña Solera-Ignis | m.t.            |

|   | Cycliste        | Équipe            | Temps           |
| - | --------------- | ----------------- | --------------- |
| 1 | Antonio Bertrán | GD Faema          | 7 h 59 min 26 s |
| 2 | Gabriel Mas     | Licor 43          | m.t.            |
| 3 | Aniceto Utset   | Peña Solera-Ignis | m.t.            |

### Étape 4. Tortosa - Lleida. 186,0 km
|   | Cycliste           | Équipe     | Temps           |
| - | ------------------ | ---------- | --------------- |
| 1 | Julio San Emeterio | Boxing-Kas | 4 h 47 min 22 s |
| 2 | Francisco Masip    | Berkel     | m.t.            |
| 3 | Miguel Pacheco     | GD Faema   | + 1 min 23 s    |

|   | Cycliste             | Équipe   | Temps            |
| - | -------------------- | -------- | ---------------- |
| 1 | Juan Manuel Montilla | Berkel   | 12 h 52 min 16 s |
| 2 | Joaquim Barceló      | Licor 43 | + 1 min 27 s     |
| 3 | Gabriel Mas          | Licor 43 | + 3 min 40 s     |

### Étape 5. Lleida - Puigcerdà. 166,0 km
|   | Cycliste        | Équipe            | Temps           |
| - | --------------- | ----------------- | --------------- |
| 1 | Vicente Iturat  | Peña Solera-Ignis | 4 h 26 min 15 s |
| 2 | Jesús Loroño    | GD Faema          | + 7 s           |
| 3 | Joaquim Barceló | Licor 43          | + 8 s           |

|   | Cycliste             | Équipe            | Temps            |
| - | -------------------- | ----------------- | ---------------- |
| 1 | Joaquim Barceló      | Licor 43          | 17 h 20 min 06 s |
| 2 | Juan Manuel Montilla | Berkel            | + 2 min 10 s     |
| 3 | Juan Escolà          | Peña Solera-Ignis | + 5 min 36 s     |

### Étape 6. Puigcerdà - Girona. 158,0 km
|   | Cycliste       | Équipe            | Temps           |
| - | -------------- | ----------------- | --------------- |
| 1 | José Segú      | Peña Solera-Ignis | 4 h 06 min 35 s |
| 2 | Miguel Pacheco | GD Faema          | m.t.            |
| 3 | Miguel Poblet  | Peña Solera-Ignis | + 1 min 00 s    |

|   | Cycliste             | Équipe            | Temps            |
| - | -------------------- | ----------------- | ---------------- |
| 1 | Joaquim Barceló      | Licor 43          | 21 h 27 min 41 s |
| 2 | Juan Manuel Montilla | Berkel            | + 2 min 10 s     |
| 3 | Juan Escolà          | Peña Solera-Ignis | + 5 min 36 s     |

### Étape 7. Girona - Granollers. 180,0 km
|   | Cycliste         | Équipe            | Temps           |
| - | ---------------- | ----------------- | --------------- |
| 1 | Miguel Poblet    | Peña Solera-Ignis | 5 h 03 min 54 s |
| 2 | Salvador Botella | GD Faema          | m.t.            |
| 3 | Frans Schoubben  | Peugeot           | + 2 min 08 s    |

|   | Cycliste             | Équipe   | Temps            |
| - | -------------------- | -------- | ---------------- |
| 1 | Joaquim Barceló      | Licor 43 | 26 h 33 min 43 s |
| 2 | Juan Manuel Montilla | Berkel   | + 2 min 10 s     |
| 3 | Gabriel Mas          | Licor 43 | + 5 min 50 s     |

### Étape 8. Granollers - Berga. 202,0 km
|   | Cycliste              | Équipe            | Temps           |
| - | --------------------- | ----------------- | --------------- |
| 1 | Richard Van Genechten | Peugeot           | 6 h 17 min 46 s |
| 2 | Aniceto Utset         | Peña Solera-Ignis | m.t.            |
| 3 | Pierre Ruby           | Peugeot           | + 3 min 57 s    |

|   | Cycliste              | Équipe            | Temps            |
| - | --------------------- | ----------------- | ---------------- |
| 1 | Aniceto Utset         | Peña Solera-Ignis | 32 h 59 min 05 s |
| 2 | Richard Van Genechten | Peugeot           | + 14 s           |
| 3 | Gabriel Mas           | Licor 43          | + 4 min 05 s     |

### Étape 9. Berga - Barcelone. 178,0 km
|   | Cycliste              | Équipe   | Temps           |
| - | --------------------- | -------- | --------------- |
| 1 | Richard Van Genechten | Peugeot  | 4 h 43 min 27 s |
| 2 | Gabriel Mas           | Licor 43 | + 42 s          |
| 3 | Antonio Suárez        | Lube-NSU | m.t.            |

|   | Cycliste              | Équipe            | Temps            |
| - | --------------------- | ----------------- | ---------------- |
| 1 | Richard Van Genechten | Peugeot           | 37 h 28 min 02 s |
| 2 | Gabriel Mas           | Licor 43          | + 3 min 51 s     |
| 3 | Aniceto Utset         | Peña Solera-Ignis | + 4 min 31 s     |

## Classements finals

### Classement général
| Pos. | Cycliste                    | Équipe            | Temps            |
| ---- | --------------------------- | ----------------- | ---------------- |
| 1    | Richard van Genechten (BEL) | Peugeot           | 37 h 28 min 02 s |
| 2    | Gabriel Mas (ESP)           | Licor 43          | + 3 min 51 s     |
| 3    | Aniceto Utset (ESP)         | Peña Solera-Ignis | + 4 min 31 s     |
| 4    | Fernando Manzaneque (ESP)   | GD Faema          | + 6 min 53 s     |
| 5    | Miguel Pacheco (ESP)        | GD Faema          | + 8 min 46 s     |
| 6    | Joaquim Barceló (ESP)       | Licor 43          | + 11 min 35 s    |
| 7    | José Herrero (ESP)          | Boxing-Kas        | + 17 min 29 s    |
| 8    | Facundo Zabaleta (ESP)      | Beasain-Caobania  | + 20 min 34 s    |
| 9    | Antonio Suárez (ESP)        | Lube-NSU          | + 21 min 55 s    |
| 10   | René Marigil (ESP)          | Lube-NSU          | + 21 min 58 s    |

## Classements annexes
| Pos. | Cycliste             | Équipe            | Points |
| ---- | -------------------- | ----------------- | ------ |
| 1    | René Marigil (ESP)   | Lube-NSU          | 25     |
| 2    | Benigno Aspuru (ESP) | Boxing-Kas        | 25     |
| 3    | Ferran Mitjà (ESP)   | Peña Solera-Ignis | 18     |

| Pos. | Cycliste             | Équipe            | Points |
| ---- | -------------------- | ----------------- | ------ |
| 1    | Vicente Iturat (ESP) | Peña Solera-Ignis | 13     |
| 2    | José Segú (ESP)      | Peña Solera-Ignis | 6      |
| 3    | Gabriel Mas (ESP)    | Peña Solera-Ignis | 4      |

| Pos. | Cycliste                    | Équipe            | Points |
| ---- | --------------------------- | ----------------- | ------ |
| 1    | Richard van Genechten (BEL) | Peugeot           | 36     |
| 2    | Fernando Manzaneque (ESP)   | GD Faema          | 35     |
| 3    | Gabriel Mas (ESP)           | Peña Solera-Ignis | 30     |

| Pos. | Cycliste           | Équipe            | Points |
| ---- | ------------------ | ----------------- | ------ |
| 1    | Gabriel Mas (ESP)  | Peña Solera-Ignis | 8      |
| 2    | Ferran Mitjà (ESP) | Peña Solera-Ignis | 7      |
| 3    | René Marigil (ESP) | Lube-NSU          | 5      |

### Classement par équipes
| Pos. | Équipe   | Temps             |
| ---- | -------- | ----------------- |
| 1    | Licor 43 | 113 h 14 min 56 s |
| 2    | GD Faema | + 7 min 40 s      |
| 3    | Peugeot  | + 19 min 08 s     |